# 人相
| ウィキペディアには「人相」という見出しの百科事典記事はありません（タイトルに「人相」を含むページの一覧/「人相」で始まるページの一覧）。 代わりにウィクショナリーのページ「人相」が役に立つかもしれません。 |